# Тартыкова, Надежда Зиннатовна
Надежда Зиннатовна Тартыкова (род. 21 мая 1990) — российская самбистка, бронзовый призёр чемпионата России по самбо 2015 года, мастер спорта России. Выступала в полулёгкой весовой категории (до 52 кг). Тренировалась под руководством Владимира Гончарова. Выпускница Новосибирского государственного педагогического университета. Тренер по самбо и дзюдо.

## Спортивные результаты
- Чемпионат России по самбо 2015 года — .